# 헤르테크 안치마토카
헤르테크 아미르비토브나 안치마토카(러시아어: Хертек Амырбитовна Анчимаа-Тока, 1912년 1월 1일 ~ 2008년 11월 4일)는 투바 인민 공화국의 정치인으로, 1940년부터 1944년까지 공화국의 소후랄 의장을 지냈다. 그녀는 최초의 여성 지도자였다.

## 같이 보기
- 이사벨 페론
- 비그디스 핀보가도티르